# Palaeodytes
Palaeodytes là một chi bọ cánh cứng trong họ Dytiscidae.
Chi này được Ponomarenko miêu tả khoa học năm 1987.

## Các loài
Các loài trong chi này gồm:
- Palaeodytes gutta Ponomarenko, 1987
- Palaeodytes incompleta Ponomarenko, Coram & Jarzembowski, 2005
- Palaeodytes sibiricus Ponomarenko, 1987